# Linie svatého Michaela

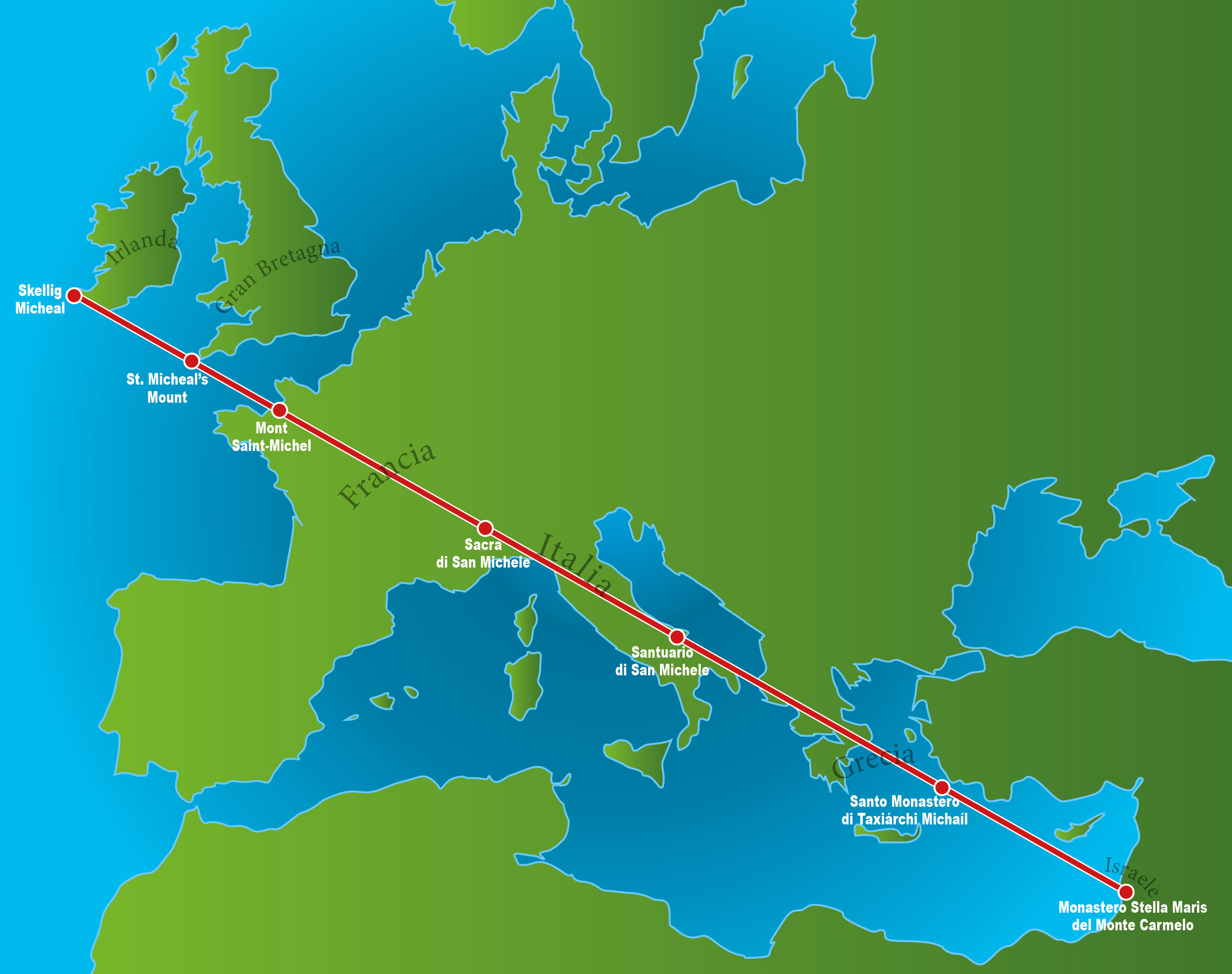
Linie svatého Michaela

Linie svatého Michaela, známá také jako Meč svatého Michaela, je předpokládaná pseudovědecká ley linie spojující kláštery a další posvátná místa zasvěcená archandělu Michaelovi v Evropě a Izraeli. Místa v linii se téměř všechna nacházejí na významných vrcholcích kopců a patří k nim Skellig Michael, St. Michael's Mount, Mont-Saint-Michel, Sacra di San Michele, Santuario di San Michele Arcangelo, klášter archanděla Michaela v Panormitis a klášter Panny Marie Karmelské; ačkoli posledně jmenovaný není výslovně zasvěcen svatému Michaelovi, nachází se na pohoří Karmel, které je s archandělem spojené prostřednictvím biblického příběhu o Elijášovi a Baalových prorocích.
Existují tvrzení, že linie dokonale odpovídá západu Slunce v den letního slunovratu na severní polokouli, ale mapy východů a západů Slunce však ukazují, že to není pravda.
Termín Linie svatého Michaela se používá také pro označení podobného zarovnání vrcholů kopců spojených s archandělem v jihozápadní Anglii, včetně Hory svatého Michaela, kostela svatého Michaela (Brentor), Creech St Michael, Burrow Mump (známého také jako Čtvrť svatého Michaela) a Glastonbury Tor. Tuto kratší linii poprvé určil John Mitchell v roce 1969 a následně prohlásil, že je podpořena měřením pomocí virgule.

## Interpretace
Stejně jako u jiných ley linií, žádné vědecké důkazy nenaznačují, že zarovnání staveb do linie bylo plánované a úmyslné, takže tvrzení je pseudovědecké. Přesto se běžně tvrzení o linii na těchto místech uvádí. Fyzik Luca Amendola poznamenal, že odchylka těchto míst od loxodromy, která je údajně spojuje, se pohybuje mezi 14 a 42 km.
Podle legendy představuje posvátná čára svatého Michaela ránu, kterou světec zasadil ďáblu, když ho podle příběhu o pádu Satana svrhl do pekla.
Uvádí se také, že je to připomínka svatého Michaela, že věřící mají být spravedliví a kráčet po přímé cestě.

## Galerie

Meč svatého Michaela
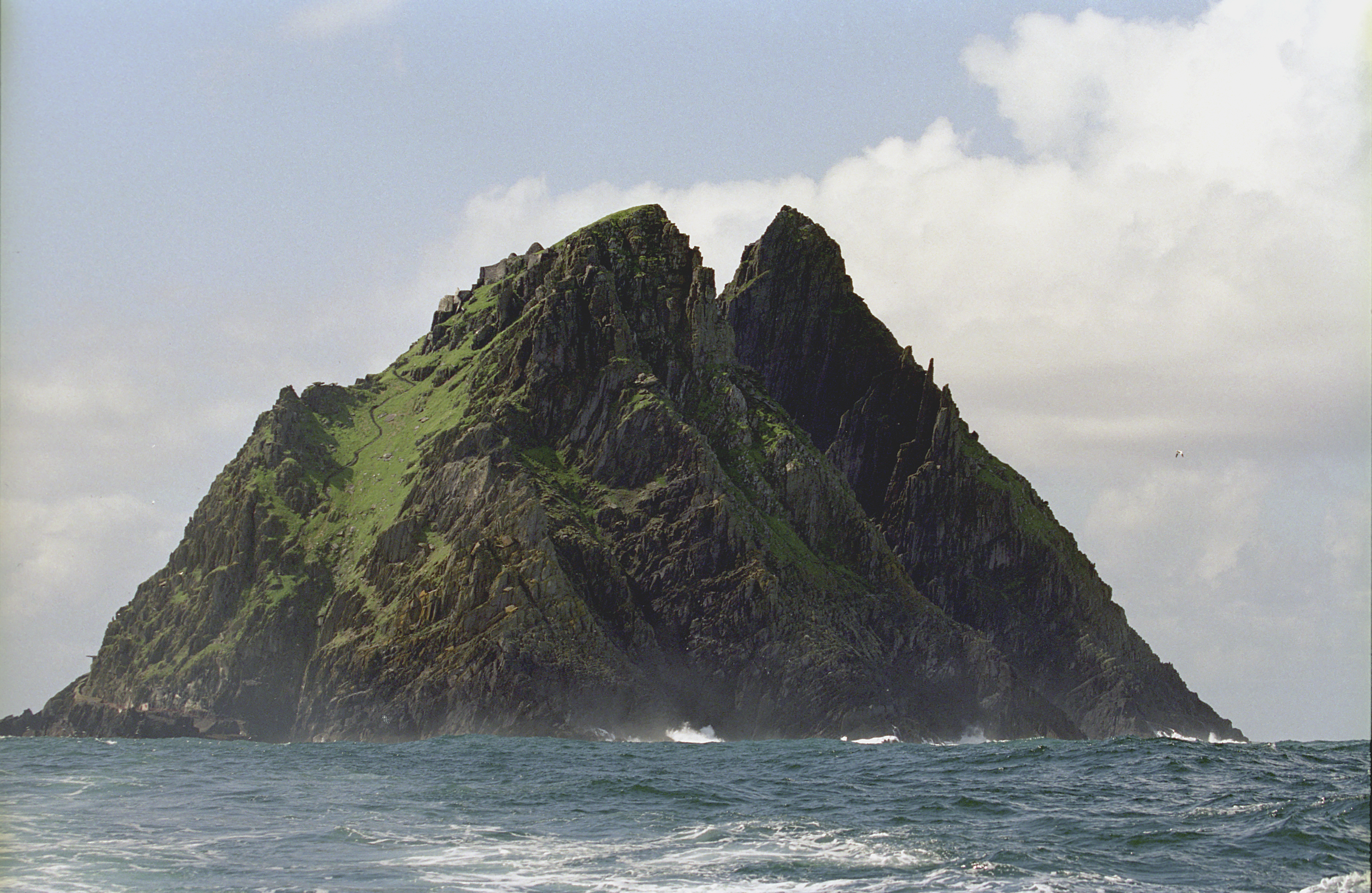
Skellig Michael (Hrabství Kerry, Irsko)
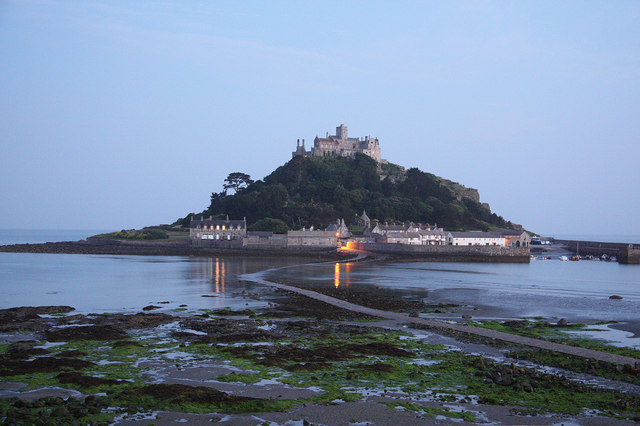
St. Michael's Mount (Cornwall, Spojené království)
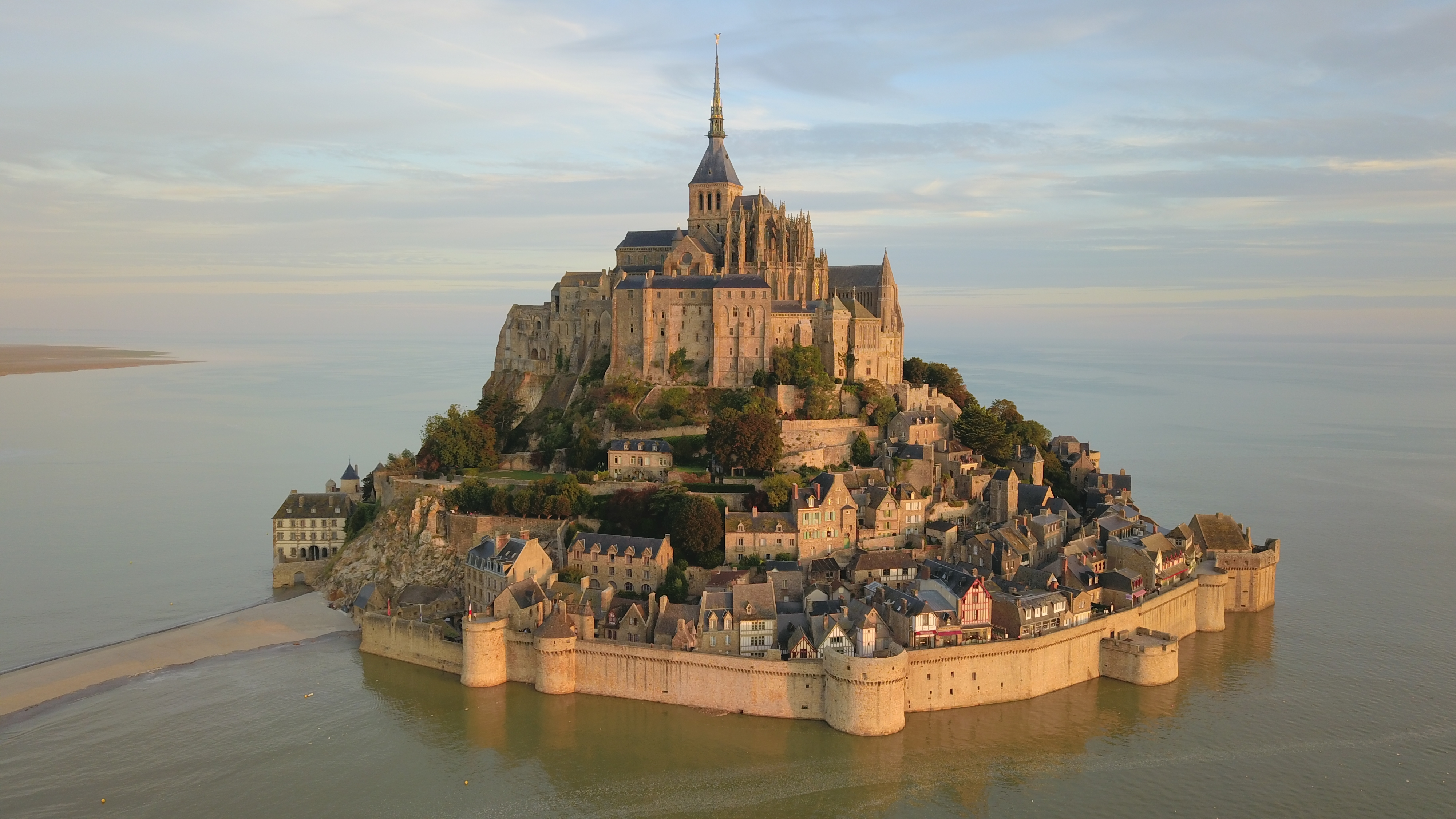
Mont-Saint-Michel (Normandie, Francie)
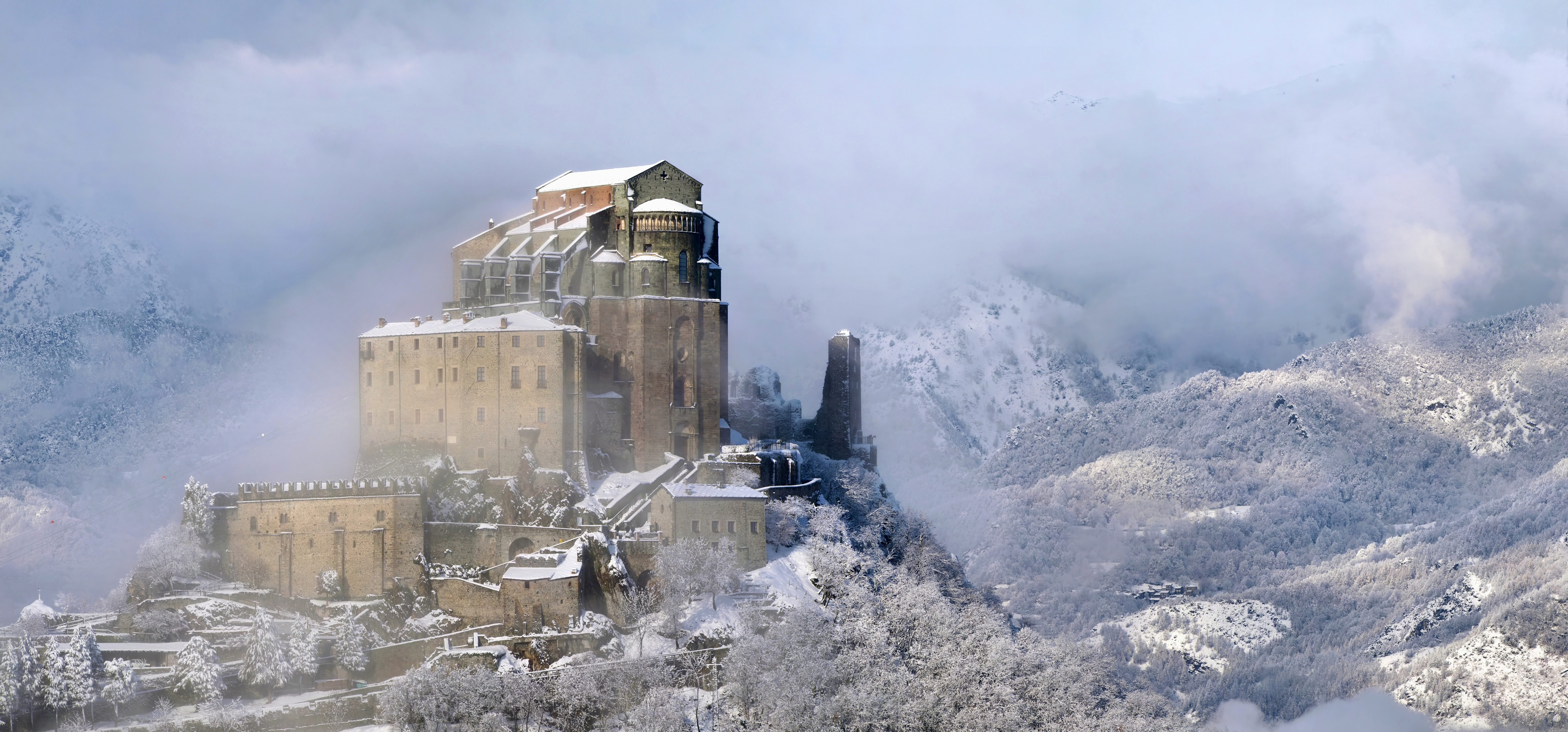
Sacra di San Michele (Piemont, Itálie)
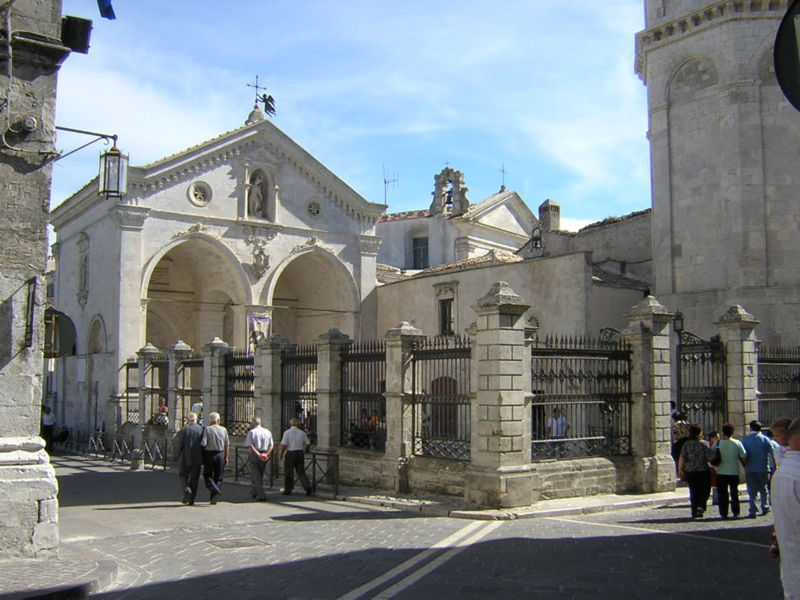
Svatyně svatého archanděla Michaela  (Monte Sant'Angelo, Apulie, Itálie)
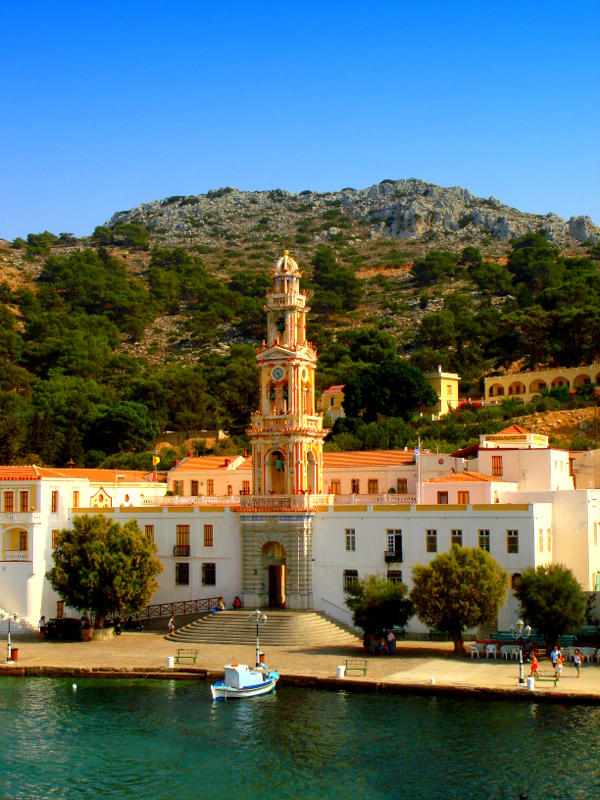
klášter archanděla Michaela v Panormitis (Symi, Řecko)
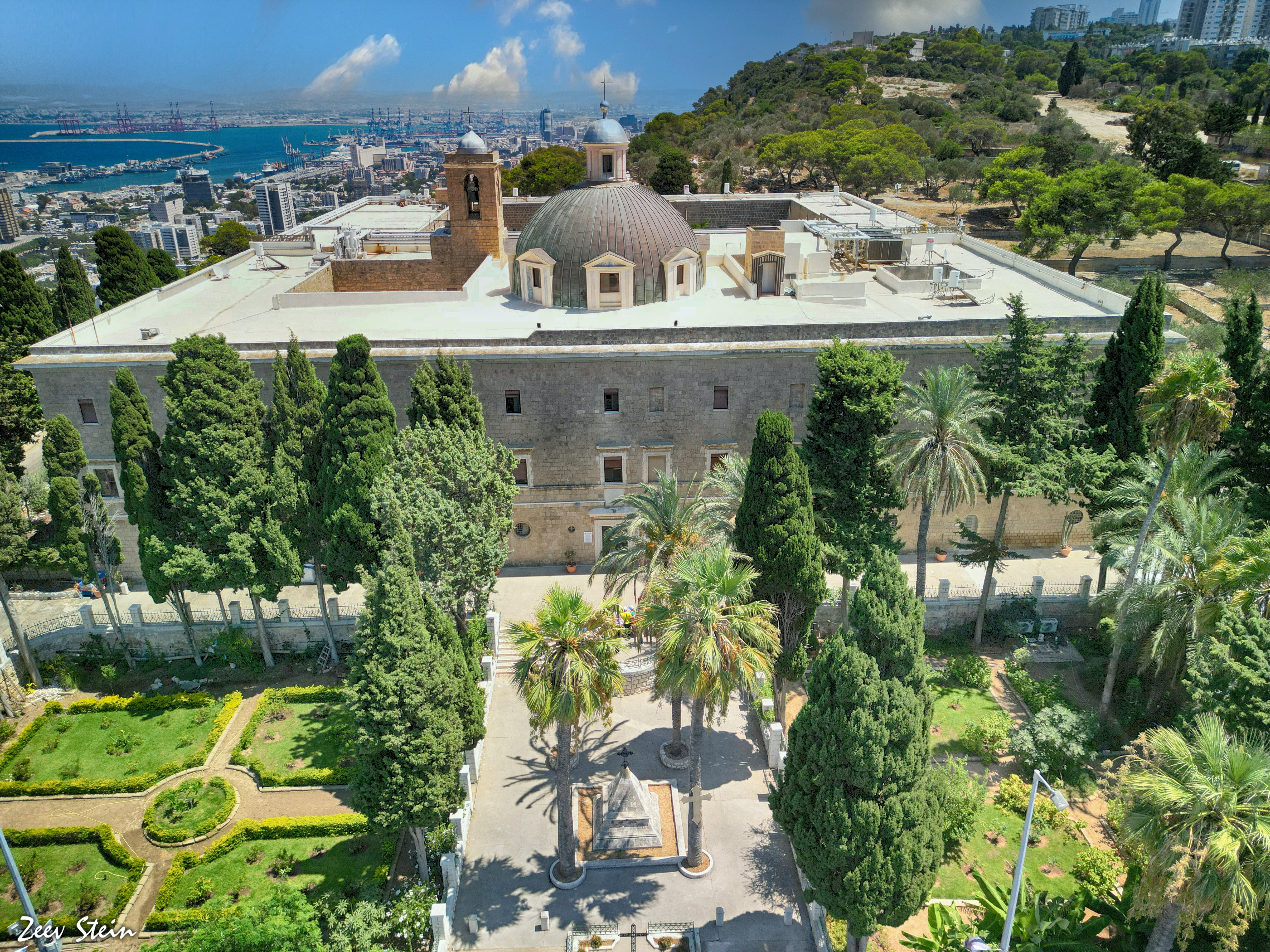
klášter Panny Marie Karmelské (Haifa, Izrael)